# Opmeer
Opmeer es un municipio neerlandés situado en la región de Frisia Occidental, al norte de la provincia de Holanda Septentrional.
En 2016 tiene 11 372 habitantes.
El municipio incluye las localidades o barrios de Aartswoud, De Weere, Gouwe, Hoogwoud, Opmeer, Spanbroek, Wadway y Zandwerven.
Se sitúa unos 10 km al noroeste de Hoorn.